# Josep Maria Francàs i Portí
Josep Maria Francàs i Portí (Manresa, 4 de septiembre de 1955) es un biólogo, profesor, editorialista y político catalán, diputado en el Parlamento de Cataluña en la IV Legislatura.

## Biografía
Licenciado en biología por la Universidad de Barcelona y vinculado al Opus Dei, es profesor de biología en la facultad de ciencias de la Universidad Autónoma de Barcelona, director editorial de la Editorial Labor y director de la revista Trámite Parlamentario y Municipal del Grupo Intereconomía. Ha escrito varios artículos sobre educación y desde 1990 es miembro de la Sociedad Española de Pedagogía.
Militó inicialmente en las juventudes del CDC pero en 1994 ingresó al Partido Popular, con el que fue elegido concejal del ayuntamiento de Hospitalet de Llobregat en 1995 y diputado en las elecciones al Parlamento de Cataluña de 1995. Ha sido miembro de las Comisiones de Industria, Energía, Comercio y Turismo, Política Cultural y Estudio sobre el Sida.
Actualmente es vocal de la Junta de Gobierno del Colegio Oficial de Doctores y Licenciados de Cataluña.

## Obras
- Educación multicultural. Una consecuencia en la evolución del Homo Sapiens (1992)
- El sida (1992)
- Bases biológicas en organitzación escolar (1993)
- Evaluación del nivel de información sobre el sida en la educación secundaria (1994)